# Les P'tits Bateaux
Ne doit pas être confondu avec Maman les p'tits bateaux.
Les p'tits bateaux est une émission française de radio, créée en 1997 par Noëlle Bréham, diffusée sur France Inter du lundi au dimanche à 20h05, ainsi que du lundi au vendredi à 5h50 et le samedi à 6h18.

## Concept
Chaque soir, des spécialistes répondent simplement à des questions posées par des enfants sur des sujets très divers.
Les enfants peuvent poser leurs questions par téléphone ou via l'application mobile de France Inter.
De 1997 à 2023, l’émission était diffusée le dimanche de 19h30 à 20h sur France Inter, l'émission est désormais diffusée tous les soirs en semaine dans un format réduit.
Le titre de l'émission est inspiré de la chanson enfantine Maman les p'tits bateaux.

## Historique
Les p'tits bateaux est créée en 1997 par Noëlle Bréham.
Pendant le confinement du printemps 2020, Les p'tits bateaux devient quotidienne.
En 2023, Camille Crosnier prend la suite de Noëlle Bréham qui présentait l'émission depuis ses débuts.

## Équipe
- Productrice : Camille Crosnier (depuis janvier 2023)
- Réalisatrice : Stéphanie Texier
- Chargée de programme : Marjorie Devoucoux